# 南義美
南 義美（みなみ よしみ、1915年12月15日 - 1944年11月25日）は、大日本帝国海軍軍人。戦死認定で大尉。
｢第二の樫村｣として知られた戦闘機操縦員で、15機（中国戦線9、太平洋6）を撃墜した公式記録を持つエース・パイロットである。

## 来歴
1915年12月15日に香川県綾歌郡で生まれる。1933年に佐世保海兵団へ入団。その後航空兵に転じて1935年5月に第30期操縦練習生として霞ヶ浦海軍航空隊へ入隊。同年11月に過程を卒業し、戦闘機操縦員となった。
佐伯航空隊、大村航空隊で勤務と訓練を続けたあと、1937年の日華事変開始と同時に第13航空隊へ転じて上海に進出、同年9月20日の第3次南京空襲で実戦デビューを果たした。1938年5月31日の漢口攻撃における空中戦では吉富中隊9機の1機として参加、1機を撃墜後、12機の敵機に囲まれて燃料タンクに被弾、弾丸も尽きたために12機中の1機に体当たりして2機目の撃墜を果たした。自身の搭乗機は左翼を破損したものの巧みな操縦で揚子江河畔に不時着、搭乗機を焼却中に味方哨戒艇によって発見されたことで無事に生還することが出来た。この一連の行動に対し、大日本帝国海軍から特別善行章が贈られた。南はその後も出撃し、同年9月の本土帰還までに撃墜9機を記録する。
本土帰還後は古巣である佐伯・大村両航空隊や航空母艦「飛龍」「瑞鳳」での乗船勤務を経て、1941年10月に「翔鶴」に移動となり、真珠湾攻撃・インド洋作戦・珊瑚海海戦に参加、1942年6月には大村航空隊教員として本土に帰還する。1944年2月に第601航空隊に配属され、航空母艦「大鳳」に乗艦すると、マリアナ沖海戦では第一次攻撃隊制空隊員として出撃、空中戦の後に帰還したが、乗船していた「大鳳」は沈没、この時に自身も負傷している。
二回目の本土帰還後は第653航空隊に転じ、今度は航空母艦「千代田」に乗り組んでレイテ沖海戦に参加、同年10月24日・25日には母艦上空直衛に従事し、敵機4機を撃墜後に着水、軽巡洋艦「大淀」に救助された。その後は第201航空隊に配属され、同年11月25日に神風特別攻撃隊「笠置隊」直掩機として出撃し、未帰還となった。任務中に敵戦闘機と交戦、あるいは対空砲火によって撃墜されて戦死したものと思われる。直掩任務での戦死であったが特攻戦死認定となり二階級特進、海軍大尉となった。